# Bolivarita oculata
Bolivarita oculata là một loài bọ cánh cứng trong họ Cerambycidae.